# Брамник
«Брамник» (оригінальна назва — рос. Привратник) — роман українських письменників Марини та Сергія Дяченків; опублікований у видавництві «Поліграфкнига» 1994 року. Це перша книга у тетралогії «Блукачі».

## Опис книги
За все в житті доводиться платити, в тому числі — за нерозсудливі юнацькі жарти. І ціна буває зависокою навіть для чарівника. Руал Ільмарранен — талановитий та честолюбний маг – покараний за гордощі. Спочатку перетворений на звичайнісінького вішака, а потім, позбавлений магічного дару, приречений на вічні мандри. А тим часом біля дверей цього світу чатує невідома, але небезпечна Третя сила, впустити яку може лише загадковий Брамник…

## Герої книги
- Марран (Руал Ільмарранен) — головний герой, маг, що втратив свої здібності, «маг, що не маг»
- Ларт Легіар — великий маг
- Дамір — слуга Ларта Легіара, що певний час зображав мага.
- Бальтазарр Ест — колега і постійний суперник Ларта Легіара, з яким його пов'язують тяжкі стосунки.
- Луаян — учень мага Орлана.
- Ящірка (Кастелла) — подруга дитинства Маррана, його перше кохання.
- Орвін — віщун.

## Нагороди
- Єврокон — 1996 (заохочувальний приз)

## Видання
- 1994 рік — видавництво «Поліграфкнига». (рос.)
- 1997 рік — видавництво «АСТ». (рос.)
- 2000 рік — видавництво «Северо-Запад-Пресс». (рос.)
- 2002 рік — видавництво «Эксмо-Пресс». (рос.)
- 2003 рік — видавництво «Эксмо». (рос.)
- 2005 рік — видавництво «Эксмо-Пресс». (рос.)
- 2005 рік — видавництво «Зелений пес». (укр.)
- 2005 рік — видавництво «ИнфоДар» (Болгарія, назва книги — болг. Вратарят)[4]. (болг.)
- 2009 рік — видавництво «Solaris» (Польща, назва книги — пол. Odźwierny)[5]. (пол.)

## Український переклад
Українською мовою твір був перекладений і опублікований 2005 року видавництвом Зелений пес у перекладі з російської невідомого перекладача..
- Марина та Сергій Дяченки. Брамник. Переклад з російської: ? Відповідальна за випуск: Надія Кудринецька. Київ: Зелений Пес. 291 стор. 2005. ISBN 966-365-049-4